# Strategion

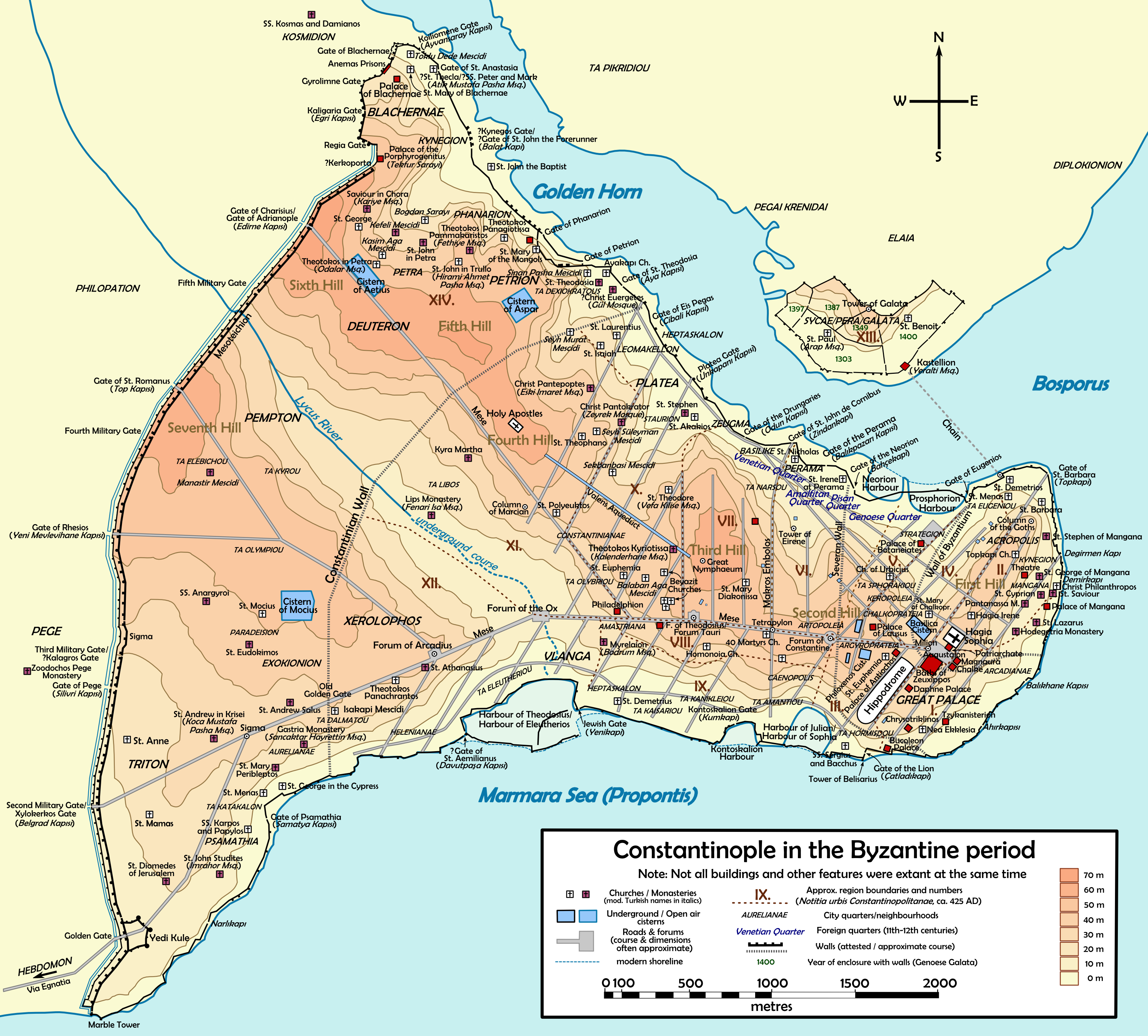
Mappa di Costantinopoli bizantina. Lo Strategion era situato all'estremità settentrionale della quinta regione, vicino al Corno d'Oro, a sud-ovest dell'odierna Sirkeci

Lo Strategion (in greco τὸ Στρατήγιον?) era una piazza pubblica e un mercato situato a Costantinopoli, oggi entrambi scomparsi, importante per ragioni storiche. La piazza era l'equivalente del Campo Marzio per Roma antica, mentre il mercato era uno dei più importanti della città.

## Origine del nome
Il nome deriva forse dalle esercitazioni militari che vi si svolgevano, simili a quelle del Campo Marzio di Roma, o dai generali vittoriosi (in greco στρατηγός?, strategos, pl. στρατηγοί) che ricevevano onori militari in questo luogo.

## Ubicazione
La piazza si trovava nella quinta regione di Costantinopoli, nella valle che separa la prima collina dalla seconda. Sulla base di un resoconto di Pierre Gilles, un viaggiatore francese del XVI secolo, che affermava di aver visto un obelisco tebano di granito vicino alla casa dei vetrai che si trovava all'estremità nord del Palazzo di Topkapı, si pensava che lo Strategion fosse situato sul lato nord del palazzo del sultano. Ricerche più recenti, basate sui rilievi della regione effettuati da Ernest Mamboury, hanno fissato la sua posizione alla base del pendio nord della prima collina della città, vicino ai porti Neorion e Prosphorion lungo il Corno d'Oro.

## Storia
Lo Strategion è probabilmente antecedente alla fondazione di Costantinopoli nel 330 e ha un'origine ellenistica.
Secondo una tradizione, la piazza fu creata da Alessandro Magno, e fu restaurata da Settimio Severo dopo la distruzione di Bisanzio.
La piazza era forse inclusa nella città murata di Bisanzio e fu la prima agorà della città. Chi proveniva dal mare incontrava lo Strategion non appena entrava nelle mura della città, dopo aver attraversato la porta di Eugenio (in turco Yalıköşkü kapısı). Allo Strategion si poteva accedere anche da terra, dopo aver attraversato la porta di Urbicio.
Originariamente concepito come piazza d'armi, fu trasformato in piazza pubblica da Costantino, e rinnovato da Teodosio I, che forse trasformò la sua parte rappresentativa in un foro e ricavo' un mercato in una sezione più piccola.
Nel corso del tempo, l'importanza dello Strategion come centro di rappresentanza diminuì, e nell'XI secolo la piazza era diventata solo un grande mercato.

## Descrizione
Lo Strategion era diviso in due zone, con funzioni diverse: una più grande ("mega strategion"), dedicata a compiti di rappresentanza, e una più piccola ("mikron strategion"), commerciale. La struttura era adiacente a due piccoli porti adagiati lungo la sponda meridionale del Corno d'Oro: il Neorion, che collegava la città con il sobborgo di Sykae, sulla sponda settentrionale del golfo, e il Prosphorion, che era il terminale del traffico marittimo con Calcedonia, sulla sponda asiatica.
Non si sa molto sulla sua pianta, ma è probabile che fosse rettangolare, come quelle di altre fondazioni ellenistiche, come Mileto, Priene e Palmira.
La sua originaria funzione militare è confermata da diversi monumenti militari presenti nei suoi locali: una statua di Costantino, un'altra dell'imperatore Leone I eretta nel mikron strategion, un tripode di bronzo e una statua della dea Fortuna recante una cornucopia e posta sopra un arco. Vicino alla statua di Costantino si trovava un obelisco di pietra (in latino obeliscus Thebaeus quadrus) che recava un'iscrizione in cui l'imperatore proclamava la città come la nuova Roma. Secondo una tradizione, una statua di Alessandro Magno, originariamente eretta dai suoi soldati a Chrysopolis per ringraziarlo di aver ricevuto un doppio stipendio, si trovava sulla piazza dopo essere stata spostata lì da Costantino.  Un gruppo scultoreo chiamato pelargos (in greco Πελαργός?, "cicogna"), raffigurante tre cicogne che si fronteggiano, scolpito da Apollonio di Tiana, fu eretto presso lo Strategion. Il gruppo fu esposto lì per allontanare le cicogne, poiché gli uccelli erano soliti far cadere i resti dei serpenti catturati nelle vicine cisterne, inquinando l'acqua.
Il foro aveva anche una funzione di rappresentanza: quando l'imperatore sbarcava in uno dei due porti e voleva salire sulla collina per recarsi a Santa Sofia e al gran Palazzo, entrando in città da una delle due porte sopra citate, i senatori con l'eparca lo accoglievano allo Strategion, offrendogli delle corone. Il foro era anche il punto di arrivo dei cortei imperiali: infatti l'imperatore, in cima a un carro e accompagnato da una scorta a cavallo, scendeva regolarmente dal suo palazzo allo Strategion per ispezionare i depositi di grano. Durante uno di questi cortei, l'imperatore Teodosio II fu attaccato a sassate da una folla affamata per la mancanza di pane.
La funzione più importante dello Strategion era quella commerciale: lungo la piazza si trovavano quattro horrea (magazzini pubblici annonari): gli horrea olearia e gli horrea troadensia, valentiaca e costantiaca, rispettivamente depositi di olio (i primi) e di grano (gli ultimi tre), il cui contenuto alimentava la popolazione della città. Nella piazza convergevano diverse strade porticate (in greco  Ἔμβολος, pl. Ἔμβολοι? pr. embolos) dedicate al commercio.
Inoltre, la piazza ospitava due mercati (in latino macellum, pl. macella), dedicati alla carne e al pesce: i macellai vi si recavano per acquistare il bestiame marchiato per la vendita dal praefectus urbi, e fino all'inizio della Quaresima i mercanti di pecore potevano vendere lì i loro animali, mentre da Pasqua fino all'Ascensione gli agnelli venivano venduti al Forum Tauri.
Lungo o nei pressi dello Strategion si trovavano le chiese della Theotokos, costruita dallo strategos Urbicius, di Aghios Epiphanios, Aghios Philemon (che conteneva cappelle dedicate ad Aghios Anastasion il Persiano e Aghios Sabas), un martyrion dedicato ad Aghios Photios e Aniketos, e di Aghios Andreas. Nelle sue immediate vicinanze si trovava anche uno dei bagni più importanti della città, le Terme di Achille.
Vicino allo Strategion si trovava anche la prima prigione della città, precedente il regno di Costantino e abbandonata da Foca per le sue condizioni degradate.

### Fonti primarie
- John Matthews, The Notitia Urbis Constantinopolitanae, in Grig e Kelly (a cura di), Two Romes: Rome and Constantinople in late Antiquity, Oxford University Press, 2012,  pp. 81-115, ISBN 978-0-19-973940-0, OCLC 796196995. (traduzione inglese.)
- Notitia Urbis Constantinopolitanae - Livius, su livius.org. URL consultato il 10 maggio 2020. (testo latino.)
- Seeck (a cura di), Notitia Urbis Constantinopolitanae, in Notitia dignitatum accedunt Notitia urbis Constantinopolitanae et laterculi prouinciarum, Berlin, Weidmann, 1876,  pp. 229-242, OL 6965622M. (testo latino.)

### Fonti secondarie
- (FR) Raymond Janin, Constantinople Byzantine, Parigi, Institut Français d'Etudes Byzantines, 1950.
- (EN) Ernest Mamboury, The Tourists' Istanbul, Istanbul, Çituri Biraderler Basımevi, 1953.
- (EN) Marlia Mundell Mango, The Commercial Map of Constantinople, in Dumbarton Oaks Papers, vol. 54, 2000,  pp. 189-207, DOI:10.2307/1291839, JSTOR 1291839. URL consultato il 26 aprile 2024.
- (EN) Nigel Westbrook, Notes towards the reconstruction of the Forum of the Strategion and its Related Roads in Early Byzantine Constantinople, in Journal of the Australian Early Medieval Association, vol. 9, Gennaio 2013, 2013,  pp. 9-46, DOI:10.35253/JAEMA.2013.1.1. URL consultato il 26 aprile 2024.